# 이태주
이태주(李泰柱, 1934년 ~ )는 대한민국의 연극 평론가이다. 부산 출신이다. 서울대 영문과를 졸업하고 서울대 대학원을 졸업하였다. 연극 전문지 <드라마>를 통해 데뷔했다. 현재 단국대 교수로 재직 중이다.
휴먼 드라마 흥남철수 등의 작품의 대본과 연출을 맡았다. 2005년, 극작가 차범석 노경식 윤대성, 배우 백성희, 극작·연출가 김의경과 함께 연극인회의를 구성하였다.